# 錫瓦斯 (電影)
《錫瓦斯》（土耳其語：Sivas） 是一部2014年Kaan Mujdeci执导的土耳其剧情片，入选第71届威尼斯影展主竞赛片，并收获评委会特别奖。